# Masalia sanguistria
Masalia sanguistria là một loài bướm đêm trong họ Noctuidae.